# Højryggede agre
Ved højryggede agre forstås en dyrkningsmåde, hvorved den dyrkede jord pløjes op i aflange, forholdsvis flade højderygge adskilte ved lavninger. Dette sker ved at anvende hjulploven under pløjningen således, at jorden væltes til den ene side oven på den allerede eksisterende jord.
De højryggede agre var 10-20 m brede og 0,5-1,0 m høje. Agrene var op til 250 m lange.
Fordelene ved denne dyrkningsmåde er, at den sikrer en vis afdræning af den dyrkede jord, idet vandet løber af ned i de mellemliggende lavninger. Efter indførelsen af moderne dræning med dræningsrør er denne pløjemetode ikke mere nødvendig.
De tidligste vidnesbyrd om højryggede agre kendes fra omkring år 1000 e.Kr. fra Lindholm Høje ved Ålborg. Her er ryggene ret smalle, ca. 1 m brede og kun ca. 25 cm høje svarende til 4-6 indadvendte furer. Det ser ud til, at dyrkningsmåden udviklede sig i løbet af tidlig middelalder, indtil den nåede sin endelige form.

## Dannelse
Højryggede agre dannes ved pløjningen af jorden. Man pløjede jorden i lange stræk ind mod en midte, hvorved jorden fik et hvælvet tværsnit. Fra en bestemt begyndelseslinje pløjede man i en bredde af 5-10 meter til hver side ind mod samme midterlinje, hvorved jorden dannede en ryg. Samme fremgangsmåde anvendtes derefter ved siden af. Derved dannedes efterhånden en riflet overflade. De høje partier kaldes ryg, de lave lavninger kaldes ren. For at opnå dette, måtte ploven forsynes med en muldfjæl, der kunne vende jorden. Dette var en mere effektiv fremgangsmåde end ved at holde en ard på skrå, hvorved jorden nok blev kastet til samme side men uden at kunne danne høje rygge. Med tiden blev ryggene ved gentagne pløjninger højere og højere.
Renen kunne tjene som overfladedræn for vand fra markerne. Renerne fulgte ofte højdekurverne i retning, hvorved man kunne undgå erosion. Afdræningen og dermed pløjningsmåden spillede især en rolle ved dyrkning af vinterrug, som er særlig udsat for ødelæggelse af is og frost, hvis jorden er udrænet, fordi vandet så kan stå højt på marken og fryse til is. På højryggede agre vil vandet derimod blive samlet i renerne, mens ryggene snarere dækkes af sne, som virker beskyttende. Undersøgelser af sammensætningen af korn tyder på, at vinterrugen skete i sen vikingetid og udviklede sig til en udbredt kornsort i middelalderen. Endvidere er i Skånske Lov fra 1200-tallet omtalt gærder omkring rugvange, hvilket afspejler den rolle, som denne afgrøde da havde opnået. Det formodes, at det tillige afspejler indførelsen af trevangsbrug. Omtale af dyrkning af vintersæd på smalle, let hvælvede agerbede findes allerede hos de romerske forfattere Varro, Plinius den Ældre og Columella. Hos Varro omtales, at sådanne bede blev skabt ved, at arden blev holdt skråt. Det er muligt, at dette var udgangspunktet for en udvikling, der førte til muldfjælsploven og højryggede agre.
Forudsætningen for denne pløjningsmåde var muldfjælsploven. Langjernet skærer en lodret ridse i en bestemt dybde i pløjeretningen. Plovskæret, der ligger vandret, skærer ind under jorden i omtrent samme dybde på den ene side af langjernet, den lodrette sule, som plovskæret er monteret på, vil presse jorden til siden, og muldfjælen, der er en større plade monteret mellem sule og løb (den lodrette stang, der opadtil ender i en stjært, som bonden holder i og styrer ploven med), fremmer denne udvikling ved, at furen så at sige "væltes" til siden. Kontruktionen betinger et hjulforstel, det vil sige, at ploven er en hjulplov, fordi vægten derved lægges på hjulene i stedet for på trækdyrene, omend der findes undtagelser.

## Udbredelse og datering
Spørgsmålet om årsagen til indførelsen af den nye pløjningsmåde lader sig ikke besvare sikkert, men det er nærliggende at pege på, at højryggede agre kendes allerede fra begyndelsen af 800-tallet i Østfrisland. Taget i betragtning, at danske vikinger havde forbindelser med friserne i vikingetiden, kan inspirationen være kommet derfra. En anden mulighed er Sydnorge, hvor agerrygge er påvist i Telemarken allerede før vikingetid. En tredje mulighed er England, hvor højryggede agre ligeledes kendes fra vikingetiden. For den sags skyld kan inspirationen være kommet flere steder fra, selvom ændringen først slog igennem ved overgangen fra vikingetid til middelalder. Måske skal landskabslovene også ses i lyset af denne omlægning. I landskabslovene blev fastlagt en række bestemmelser og traditioner fra tidligere tider og omfatter blandt andet bestemmelser om gærder og fælled. Enten er der tale om en nedskrivning af regler, som kan række tilbage til vikingetid eller tidligste middelalder, eller også er der tale om bestemmelser, som var blevet nødvendige som følge af driftsomlægningerne.
De ældste sikre spor af højryggede agre i Danmark stammer fra 1000-tallet. Et af de steder, hvor de er fundet, er Lindholm Høje ved Limfjorden. Her blev de fundet under et lag af flyvesand. Dateringen til omkring 1050 skyldes et møntfund. Agrene er kun 75-126 cm brede og består af 4-6 sammenkastede furer. Højdeforskellen er højt 25 cm men i de fleste tilfælde på kun 10 cm. Den længste ager er 131 meter. De ældste sikkert daterede højryggede agre kendes fra Filsø i Vestjylland. De fundne agerrygge, en halv og en hel, var henholdsvis 7,2 og 14,4 m brede og lå under et hus, der på grundlag af fund dateres til 1100-tallet, men agrene havde inden husets opførelse været dækket af lynghede i en periode og må derfor være noget ældre. Et tredje sted med agre og anvendelse af muldfjælsplov er ved Fjand i Vestjylland. Her er fundet fire agre med bredder på 8, 13, 14 og 15,5 meter. De er daterede til vikingetid og lå bevarede under flyvesand og en gård dateret til 1200-tallet, det vil sige at de var i hvert fald ældre end denne. De var mindst 150 meter lange.

## Hjulploven
Der menes at være en sikker sammenhæng mellem højryggede agre og muldfjælsploven, det vil sige hjulploven. Brugen af denne plov krævede flere trækdyr, og den var besværlig at vende, hvorfor en langstrakt form på agrene var hensigtsmæssig.
Hvornår hjulploven er blevet udviklet og taget i brug er uklart. Der er fundet spor efter en hjulfjælsplov i nordtyske marskområder allerede i tiden før Kristi fødsel, men ploven har kun været anvendt til at lave lige furer med, ikke til at skabe højryggede agre. Plinius den Ældre oplyser i 1. århundrede e.Kr., at rætierne bosatte i Alperne med Tyrol og dele af Bayern og Schweiz havde fundet på at spænde to hjul foran ploven. På grundlag af fund fra Elisenhof fra 700-tallet, Tating-Hefcracker fra 100-300 e.Kr., Sankt Peter-Ording fra 300-500 e.Kr., Joldelund fra 200-450 e.Kr. og Danevirke fra 480-530 e.Kr. må antages, at muldfjælsploven var været anvendt i Sydslesvig allerede i romersk jernalder. Det er muligt, at hjulploven selv i Danmark har været kendt allerede i vikingetiden og måske tidligere, men det var netop omlægningen til en ny pløjningsmåde, der gjorde det hensigtsmæssigt at flytte landsbyen for derved at opnå en bedre egnet agerudformning. Omlægningen skal måske også ses i lyset af, at de højryggede agre gav en bedre dræningseffekt, hvilket blandt andet gavnede vinterafgrøder. Det er muligt, at enkelte landsbyer ikke er blevet omflyttet, fordi de allerede lå velegnet for den nye dyrkningsform. En anden mulighed er, at landsbyerne ikke blev omflyttede, da den nye pløjningsmåde blev indført, men derefter ikke lod sig flytte, fordi pløjningsændringen så at sige blev fulgt op med omlægningen til vangebrug i begyndelsen af middelalderen. Denne sidstnævnte forklaring lader sig imidlertid ikke anvende for områder med græsmarksbrug.
Blandt de synspunkter, der har været fremført, er blandt andet det, at den sidste flytning, landsbyerne gennemlevede, var en udtrykkelig bevidst flytning, der blandt andet skabte en gennemreguleret landsby, og hvor beliggenheden af den faste (uflyttelige) landsby skulle være sket under hensyn til en ny driftsmåde, vangebruget. Det har vist sig, at omkring halvdelen af de fynske landsbyer er beliggende omtrent midt i ejerlavet, det vil sige med vange omkring sig i alle retninger, mens den anden halvdel ligger i udkanten af deres ejerlav med alle vangene til den ene side og som regel en eng til den anden. Det har derfor været overvejet, om disse beliggenheder af landsbyerne er sket for at opnå den bedst mulige agerdyrkning. Meget tyder på, at den seneste flytning skete i forbindelse med en omlægning af dyrkningsmåde fra flade blokagre formodentlig pløjede med en krogard til aflange højryggede agre pløjede med hjulplov. Der er et nøje tidssammenfald mellem de ældste højryggede agre og de faste landsbyers opståen i 1000-tallet.

## Betydning
Højryggede agre er en del af de omfattende omlægninger af landbruget, som fandt sted i tiden fra bronzealderens slutning og frem til højmiddelalderen. Især synes der i midten af 1000-tallet at blive tages et nyt hjælpemiddel, muldfjælen, i brug, og jorden bliver nu oppløjet i højryggede agre af hensyn til vinterafgrøderne. I den forbindelse bliver en omlægning af bebyggelsen ønskelig for at opnå en optimal beliggenhed for langagre. Dette betyder, at langt de fleste (men næppe alle) landsbyer blev omflyttet for at tilgodese den nye dyrkningsmåde. Det er i forbindelse med indførelsen af højryggede agre på overgangen fra vikingetid til middelalder, at landsbyerne finder deres blivende beliggenhed.